# Идрисов, Роберт Хабибович
Идрисов Роберт Хабибович(баш. Иҙрисов Роберт Хәбиб улы; 13 апреля 1944 года посёлке Домбаровск Чкаловской области (ныне Оренбургская область))— инженер-механик, доктор технических наук (2002), профессор (2007), отличник нефтяной промышленности СССР (1985), изобретатель СССР (1980).

## Биография
Родился 13 апреля 1944 года в посёлке Домбаровск Чкаловской области (ныне Оренбургская область).
В 1969 году окончил Уфимский авиационный институт.
Трудовую деятельность начал в Уфимском моторостроительном производственном объединение.
В 1972—1987 годах был старшим инженером и старшим научным сотрудником. С 1987 года заведовал лабораторией ВНИИСПТнефть.
В 1974—1978 годах работал начальником экспериментального участка Управления Урало-Сибирских магистральных нефтепроводов.
С 1987 года заместитель директора Восточного научно-исследовательского института по технике безопасности и промсанитарии.
С января 1991 года — директор МП «Интеко» (Уфа), с июля 1991 года — заведующий отделом Института проблем транспорта энергоресурсов (ИПТЭР). Одновременно с 2011 года преподаёт на кафедре «Промышленная безопасность и охрана труда» в Уфимском государственном нефтяном техническом университете (УГНТУ).
С 2011 года преподаёт в Уфимском государственном нефтяном техническом университете.

## Научная деятельность
Научные работы посвящены проблемам применения энергии взрыва при ремонте магистральных трубопроводов, разработал технологию взрывной резки магистральных трубопроводов. Под его руководством разработаны и внедрены комплексы нормативных документов по эксплуатации подводных переходов и по охране окружающей среды при эксплуатации объектов нефтяной и газовой промышленности.
Имеет 12 авторских свидетельств и патентов на изобретения. Автор более 90 печатных работ, в том числе 1 монографии.